# Přírodní rezervace Bosco della Ficuzza, Rocca Busambra, Bosco del Cappelliere a Gorgo del Drago
Přírodní rezervace Bosco della Ficuzza, Rocca Busambra, Bosco del Cappelliere a Gorgo del Drago (italsky Riserva naturale orientata Bosco della Ficuzza, Rocca Busambra, Bosco del Cappelliere e Gorgo del Drago), se nachází na západě Sicílie ve vnitrozemí metropolitního města Palermo, jihovýchodně od metropole provincie a celého sicilského regionu. Rezervace byla vyhlášena dekretem č. 365/44 provincie Palermo ze dne 26. července 2000.

## Popis území
Přírodní rezervace se rozkládá na ploše 7398 ha, přičemž z toho 5334 ha je samotná rezervace a 2064 ha tvoří ochranné pásmo. Rezervace se nachází na katastrálním území měst a obcí Monreale, Godrano, Mezzojuso, Corleone a Marineo. Dominantou tohoto území je skalní masív Rocca Busambra (1613 m n. m.), která je zároveň nejvyšším vrcholem vnitrosicilského pohoří Monti Sicani (Sicanské hory). Základem rezervace jsou stálezelené středomořské lesy – Bosco della Ficuzza a Bosco del Cappeliere. Jejich založení a ochrana jsou spjaty s historii královského loveckého zámku ve Ficuzze, vybudovaného na přelomu 18. a 19. století králem Ferdinandem I. Neapolsko-Sicilským.

## Flora a fauna
Mezi stromy převládají různé druhy středomořských dubů – dub cesmínovitý (Quercus ilex), dub korkový (Quercus suber), dub pýřitý (Quercus pubescens) či endemický dub Quercus gussonei. Je zde zastoupen i jasan ztepilý, kaštanovník setý či javor babyka, a četné druhy keřů. Z květin se zde vyskytují různé druhy orchidejí, dále bramboříky, pivoňky, sicilský kosatec či violky. Tento výčet doplňuje množství specifických endemických druhů, vyskytujících se v oblasti skalního hřebene Rocca Busambra.
Živočichové jsou zastoupeni druhy savců, známými i ze středoevropských oblastí: jelen, prase divoké, liška, zajíc, divoký králík, kuna, kočka divoká, lasice či ježek. Ptactvo je reprezentováno jak známými druhy, jako je např. sojka obecná, sýkory koňadra a modřinka, strakapoud velký či šoupálek krátkoprstý, tak i některými druhy vzácnějších dravců. Jsou to např. orel skalní, sup mrchožravý, sokol stěhovavý, luňák hnědý a luňák červený. Na území rezervace se též vyskytují různé druhy hadů, ještěrek a želv.

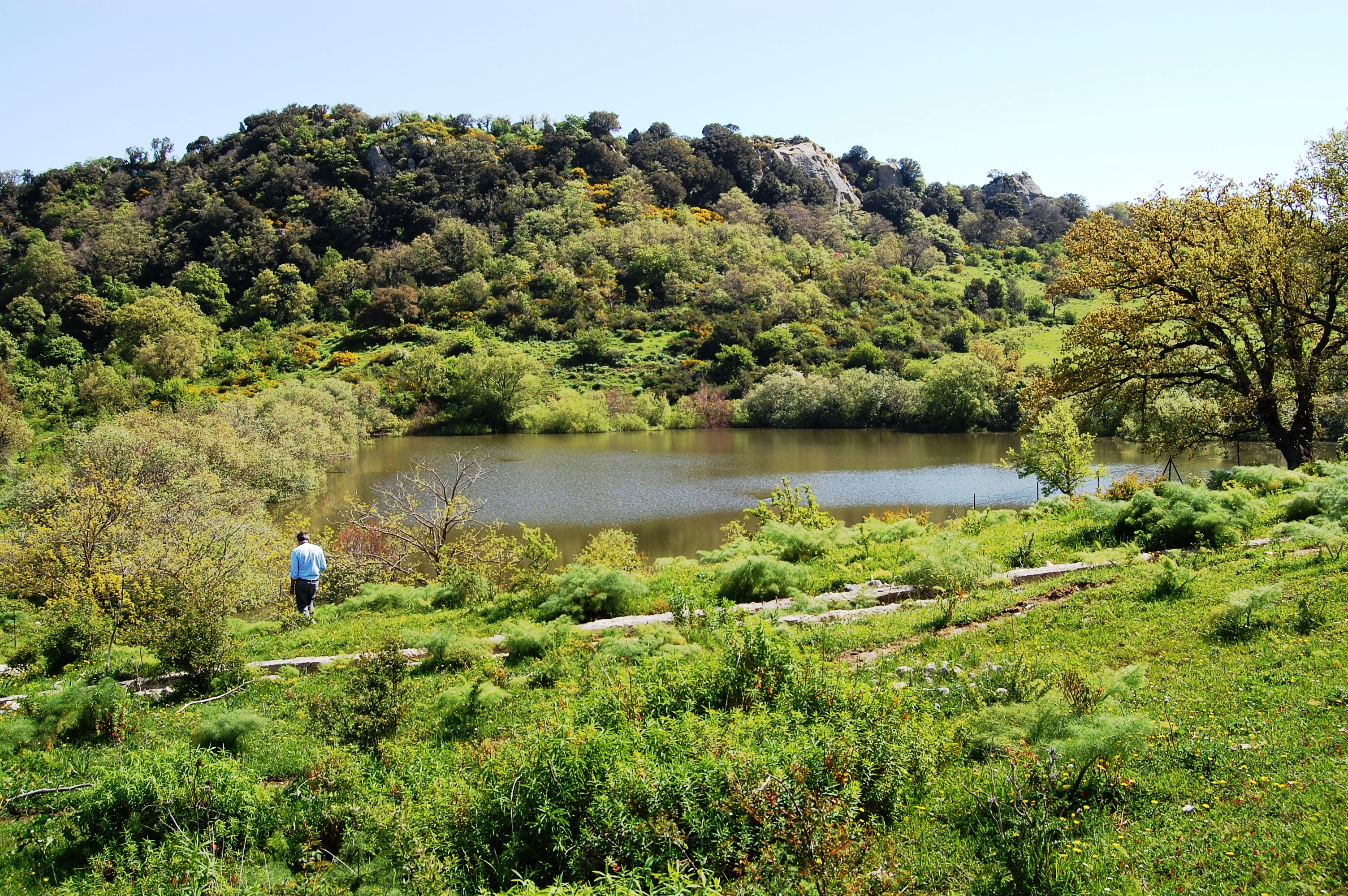
Jezero Coda di Riccio
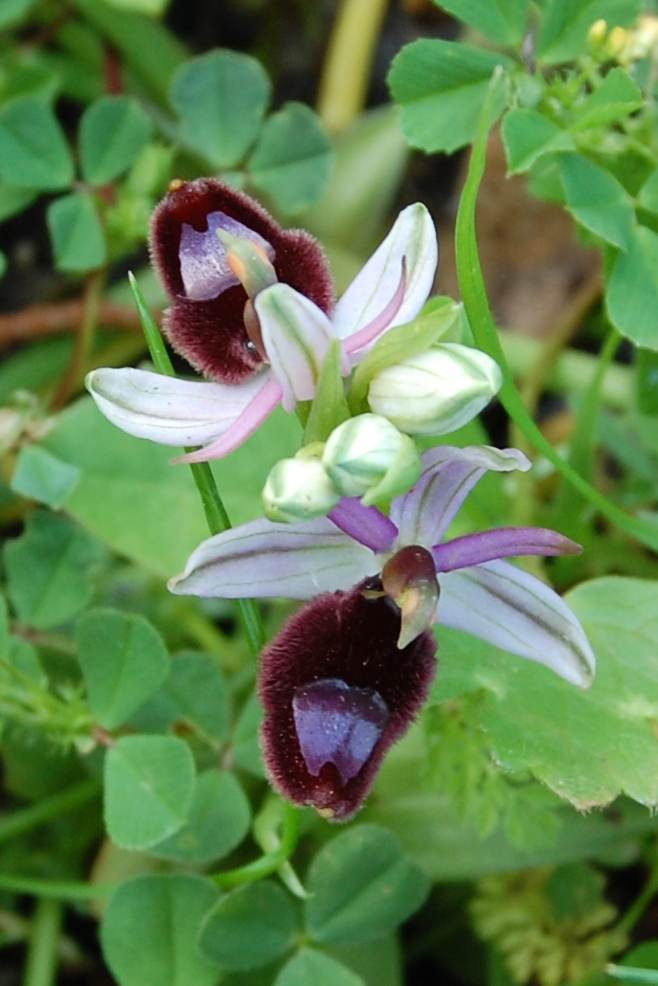
Ophrys bertolonii z čeledi vstavačovitých
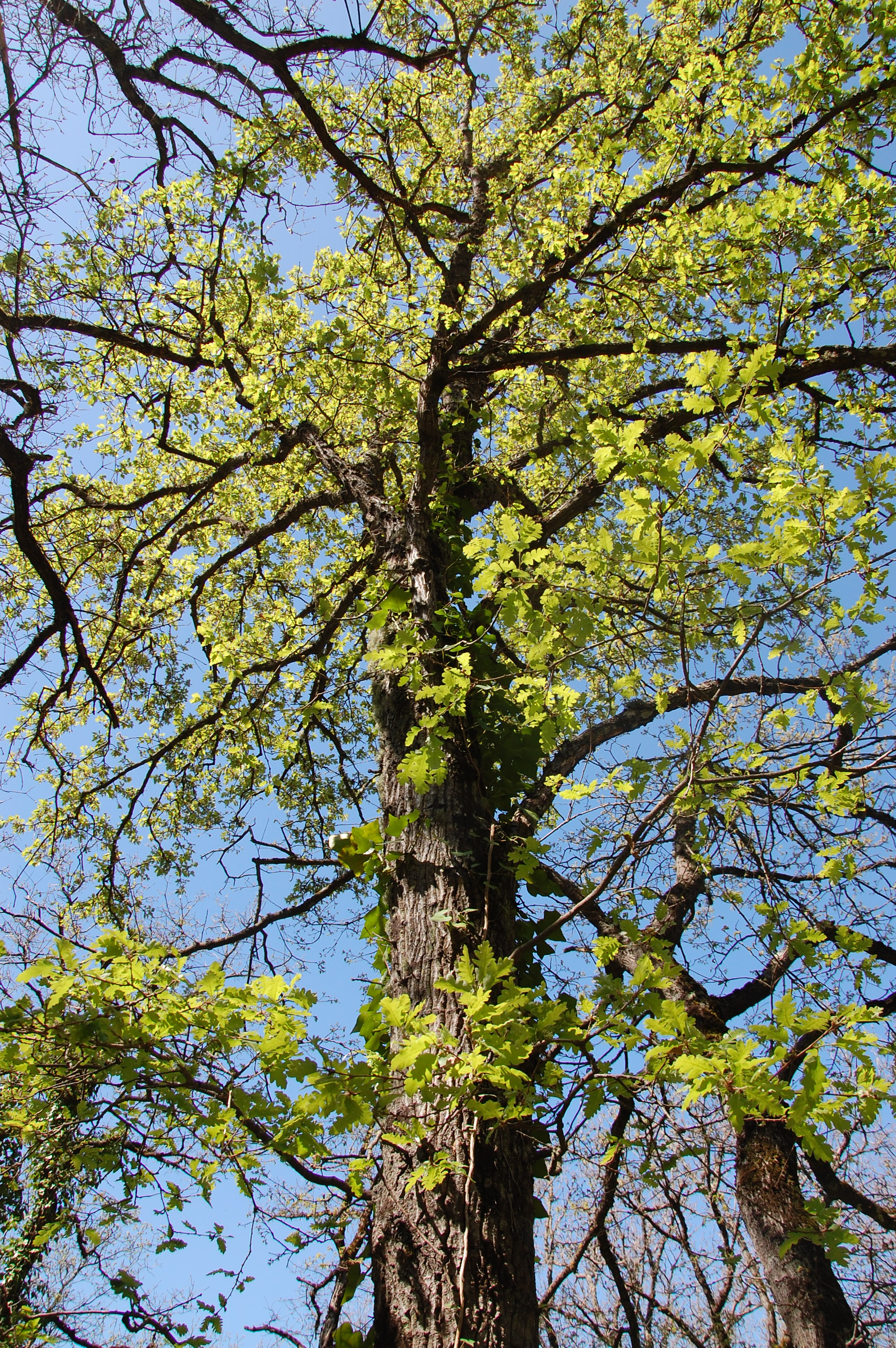
Dub Quercus gussonei v Bosco della Ficuzza
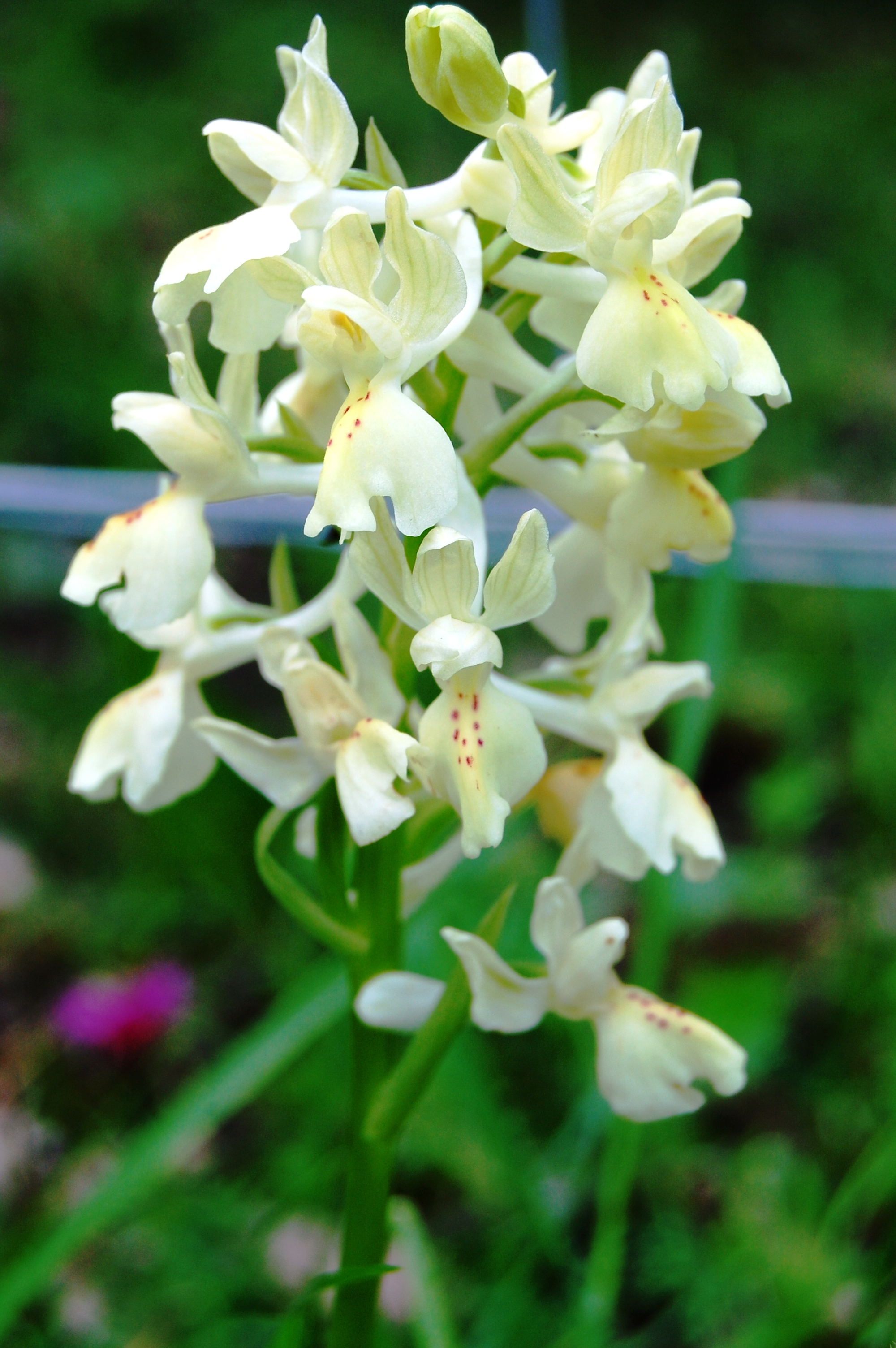
Vstavač Orchis provincialis z Ficuzzy
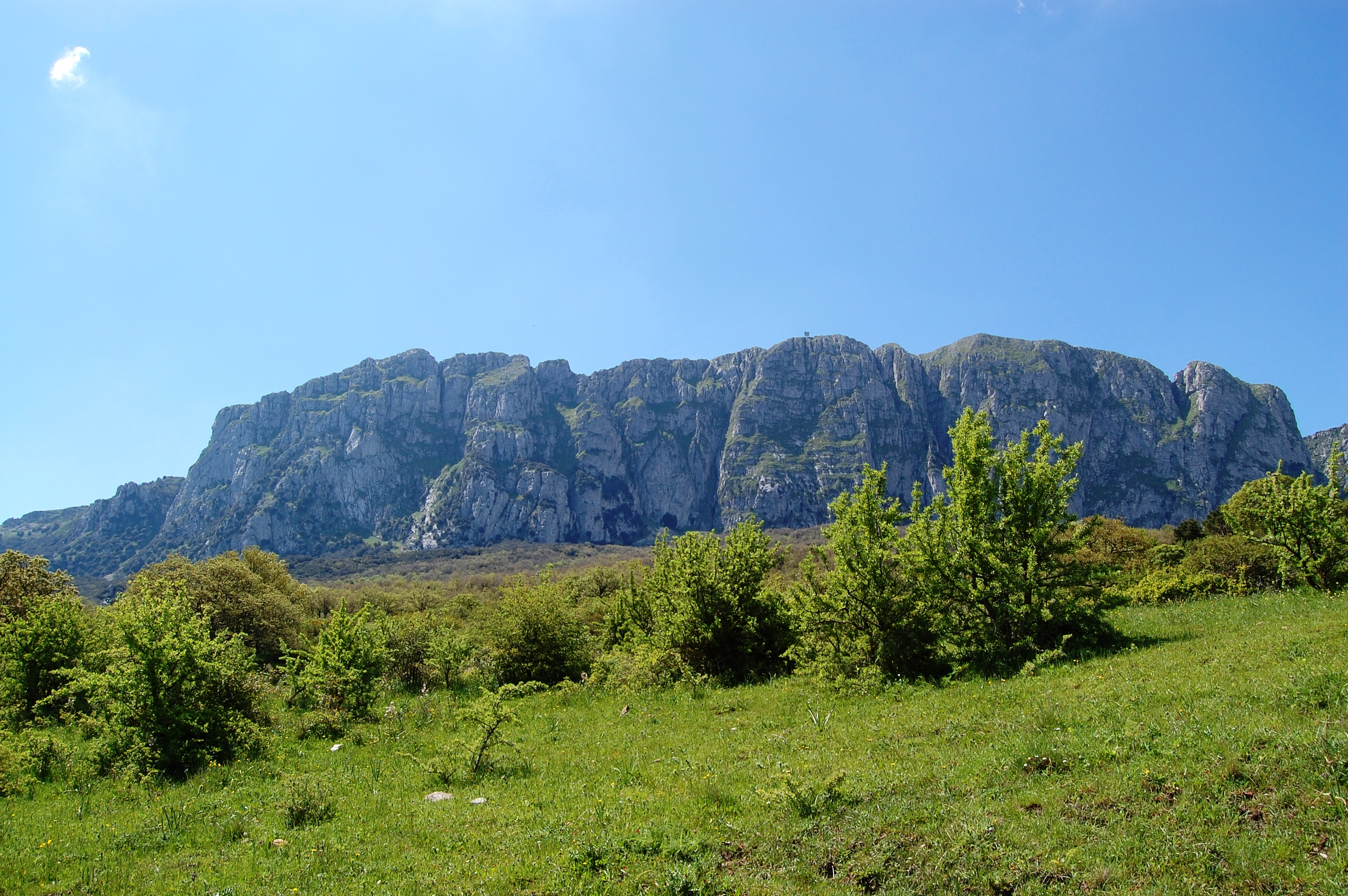
Rocca Busambra